# Assenteller

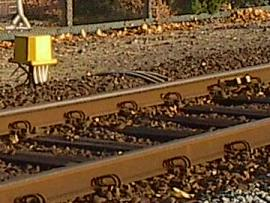
Een kastje van een assenteller

Een assenteller is een apparaat dat telt hoeveel assen een bepaald punt van een spoorweg passeren. Hij wordt gebruikt voor de detectie van treinen. Assentellers bevinden zich gewoonlijk aan het begin en aan het eind van een spoorsectie. Als de assentellers aan beide zijden even veel gepasseerde assen geteld hebben, dan is er geen trein in de spoorsectie aanwezig en is de spoorsectie vrij; als de telling niet overeenkomt is er wel een trein, of een deel van een trein, in de spoorsectie aanwezig en de spoorsectie bezet.

## Werking

Voorbeeld van
assentellers met een sein.
Links. De spoorsectie is vrij. Dat blijkt uit het feit dat de assentellers aan het begin en aan het eind van de spoorsectie hetzelfde aantal assen telden (namelijk 0). In dit geval brandt daardoor het groene seinlicht.
Midden. De spoorsectie is bezet. Dit blijkt uit het feit dat de assenteller aan het begin van de spoorsectie meer assen heeft geteld dan de assenteller aan het eind van de spoorsectie. In dit geval brandt daardoor het rode seinlicht.
Rechts. De spoorsectie is vrij. Dat blijkt uit het feit dat de assentellers aan het begin en aan het eind van de spoorsectie hetzelfde aantal assen telde (namelijk 4). In dit geval brandt daardoor het groene seinlicht.

Sensoren bij de spoorstaaf melden het aantal assen dat voorbijkomt aan de daadwerkelijke assenteller bij het begin van een blok; een andere assenteller telt de assen aan het eind van het blok. Als beide assentellers even veel assen hebben geteld, wordt het blok als vrij beschouwd. Zolang er een verschil is, wordt het blok als bezet gemeld. De oudste assentellers zijn 8-bits en kunnen maximaal 255 assen tellen. Deze worden in Nederland niet toegepast.
De sensor meet het magnetisch veld. Als er een treinwiel voorbijkomt, wordt het magnetisch veld verstoord en wordt het betreffende wiel geteld. De assentellers zijn bevestigd aan de spoorstaven. Per telpunt worden meerdere assentellers gebruikt, de resultaten ervan komen samen in kastje naast het spoor. In Nederland zijn dergelijke kastjes geel.

## Kenmerken
Kenmerken van assentellers is dat ze ook lichte treinen goed kunnen detecteren en dat ze niet gevoelig zijn voor roest op het spoor.
Na een storing is niet duidelijk waar treinen zich bevinden, omdat er dan geen zekerheid is dat assentellers alle gepasseerde treinwielen geteld hebben. De telling kan ook beïnvloed worden bij spoorwerkzaamheden. In die gevallen moet op een andere manier vastgesteld worden of er zich nog treinen op het spoor bevinden, bijvoorbeeld door een eerste trein op zicht te laten rijden, dat wil zeggen dat de machinist of treinbestuurder rekening moet houden met een mogelijk obstakel op het spoor en hij zo langzaam moet rijden dat hij de trein tijdig tot stilstand kan brengen.

## Gebruik
Assentellers zijn veel in gebruik bij regionale spoorlijnen waar ATB nieuwe generatie is geïnstalleerd. Een andere techniek voor treindetectie, detectie met spoorstroomlopen, is doelmatig te combineren met ATB eerste generatie.
Bij RandstadRail zijn de sporen tussen Rotterdam Centraal en Den Haag Centraal en tussen Zoetermeer en Den Haag Centraal voorzien van assentellers. De sneltrams zijn voorzien van een treinbeveiliging ZUB.
In combinatie met 25 kV wisselspanning op de bovenleiding worden vrijwel altijd assentellers gebruikt, dit is bijvoorbeeld het geval op de HSL-zuid, waar assentellers van Thales zijn geïnstalleerd, en op de Betuweroute.